# Frank Sullivan (ishockeyspelare)
Frank Sullivan, född 26 juli 1898 i Toronto, död 8 januari 1989 i Toronto, var en kanadensisk ishockeyspelare. Sullivan blev olympisk guldmedaljör i ishockey vid vinterspelen 1928 i Sankt Moritz.